# Tiro con l'arco ai XVI Giochi panamericani
Il tiro con l'arco ai XVI Giochi panamericani si è svolto all'Estadio Panamericano de Tiro con Arco di Guadalajara, in Messico, dal 17 al 22 ottobre 2011. Così come in ambito olimpico, viene utilizzato l'arco ricurvo.

## Calendario
Tutti gli orari secondo il Central Standard Time (UTC-6).
| Giorno   | Data                | Inizio | Fine  | Evento             | Fase                |
| -------- | ------------------- | ------ | ----- | ------------------ | ------------------- |
| Giorno 4 | Lun 17 ottobre      | 9:30   | 12:45 | Individuale donne  | Qualifiche          |
| Giorno 4 | Lun 17 ottobre      | 9:30   | 12:45 | Individuale uomini | Qualifiche          |
| Giorno 5 | Mar 18 ottobre      | 9:30   | 12:45 | Individuale donne  | Qualifiche          |
| Giorno 5 | Mar 18 ottobre      | 9:30   | 12:45 | Individuale uomini | Qualifiche          |
| Giorno 6 | Mer 19 ottobre      | 9:00   | 11:50 | Individuale donne  | Eliminatorie/Quarti |
| Giorno 7 | Gio 20 ottobre      | 9:00   | 11:50 | Individuale uomini | Eliminatorie/Quarti |
| Giorno 8 | Ven 21 ottobre      | 10:00  | 13:50 | Squadre donne      | Eliminatorie/Finali |
| Giorno 8 | Ven 21 ottobre      | 10:00  | 13:50 | Squadre uomini     | Eliminatorie/Finali |
| Giorno 9 | Sab 22 ottobre 2011 | 10:00  | 12:14 | Individuale donne  | Semifinali/Finali   |
| Giorno 9 | Sab 22 ottobre 2011 | 10:00  | 12:14 | Individuale uomini | Semifinali/Finali   |

## Risultati
| Evento                           | Oro                                                  | Argento                                              | Bronzo                                             |
| Individuale maschile (dettagli)  | Brady Ellison                                        | Crispin Duenas                                       | Daniel Pineda                                      |
| Individuale femminile (dettagli) | Alejandra Valencia                                   | Miranda Leek                                         | Aída Romàn                                         |
| Squadre maschile (dettagli)      | Stati Uniti Joe Fanchin Brady Ellison Jake Kaminski  | Messico Juan René Serrano Luis Vélez Pedro Vivas     | Cuba Juan Stevens Hugo Franco Jaime Quintana       |
| Squadre femminile (dettagli)     | Messico Aída Romàn Alejandra Valencia Mariana Avitia | Stati Uniti Khatuna Lorig Miranda Leek Heather Koehl | Cuba Maydenia Sarduy Orquidea Quesada Larissa Paga |

## Medagliere
| Posizione | Nazione     | Oro | Argento | Bronzo | Totale |
| --------- | ----------- | --- | ------- | ------ | ------ |
| 1         | Stati Uniti | 2   | 2       | 0      | 4      |
| 2         | Messico     | 2   | 1       | 1      | 4      |
| 3         | Canada      | 0   | 1       | 0      | 1      |
| 4         | Cuba        | 0   | 0       | 2      | 2      |
| 5         | Colombia    | 0   | 0       | 1      | 1      |